# Roger Rouse
Roger Wilson Rouse (ur. 3 czerwca 1934 w Anacondzie w stanie Montana, zm. 7 marca 1999 w Helenie w Montanie) – amerykański bokser, olimpijczyk, były pretendent do tytułu zawodowego mistrza świata.

## Kariera w boksie amatorskim
Wystąpił w wadze średniej (do 75 kg) na igrzyskach olimpijskich w 1956 w Melbourne, lecz przegrał pierwszą walkę w ćwierćfinale z Glbertem Chapronem z Francji.

## Kariera w boksie zawodowym
Przeszedł na zawodowstwo w 1957. Walczył w wadze półciężkiej. Wygrał pierwszych 8 walk, potem 1 zremisował, wygrał kolejnych 6, zanim poniósł pierwsza porażkę w 1960. W 1964 znokautował w 1. rundzie wysoko notowanego Johnny’ego Persola. W 1965 m.in. przegrał z Henrym Hankiem oraz zremisował i wygrał z Eddiem Cottonem, którego pokonał również w 1966. W 1967 zrewanżował się Henry’emu Hankowi, wygrywając z nim na punkty.
17 listopada 1967 w Las Vegas zmierzył się o tytuł mistrza świata w wadze półciężkiej z Dickiem Tigerem, lecz przegrał przez techniczny nokaut w 12. rundzie. W następnym roku m.in. zremisował z Andym Kendallem i przegrał przez techniczny nokaut w towarzyskiej walce z Bobem Fosterem, który odebrał mistrzostwo świata Tigerowi.
Po raz drugi spróbował zdobyć pas mistrza świata 4 kwietnia 1970 w Missouli. Tym razem Bob Foster wygrał z nim przez poddanie w 3. rundzie. Później Rouse przeważnie przegrywał pojedynki, w tym 9 ostatnich. Pokonali go m.in. Andy Kendall w 1970 i 1971, Vicente Rondón w 1970 oraz Chris Finnegan, Pierre Fourie i Rüdiger Schmidtke w 1971. Zakończył karierę w 1972.